# 이브의 아름다운 키스
《이브의 아름다운 키스》(영어: Kissing Jessica Stein)는 미국에서 제작된 찰스 허먼웜펠드 감독의 2001년 로맨틱 코미디 독립 영화이다. 제니퍼 웨스트펠트, 헤더 저거슨이 함께 각본을 쓰고 주연을 맡았으며, 이던 웜펠드 등이 제작에 참여하였다.
평단으로부터 대체로 긍정 평가를 받았다.

## 줄거리
28살 유대계 제시카는 뉴욕 신문 교열원이다. 신경이 과민한 제시카는 남자들과의 관계에서 만족감을 느끼지 못하고 소개팅에서도 줄줄이 실패하던 차에 미술관에서 일하는 헬렌 쿠퍼라는 레즈비언이 신문에 낸 애인 구인 광고를 접한다. 제시카는 마침 헬렌이 광고에 자신이 평소 좋아하던 라이너 마리아 릴케를 인용한 것에 흥미를 느끼고, 충동적으로 여성과의 만남을 시도해보기로 한다.     

## 출연
- 제니퍼 웨스트펠트 - 제시카 스타인 역
- 헤더 저거슨 - 헬렌 쿠퍼 역
- 스콧 코언 - 조시 마이어스 역
- 재키 호프먼 - 조앤 러빈 역
- 토바 펠드슈 - 주디 스타인
- 브라이언 스터패닉 - 피터 역
- 마이클 매스트로 - 마틴 역
- 카슨 엘로드 - 서배스천 역
- 데이비드 에런 베이커 - 대니 스타인 역
- 존 햄 - 찰스 역
- 마이클 일리 - 그레그 역
- 마이클 쇼월터 - 스티븐 역
- 티버 펠드먼 - 롤런드 역
- 얼리시아 라이너 - 슐러 화랑 작가 역
- 이디나 멘젤 - 신부 들러리 역

## 기타 제작진
- 공동 제작: 헤더 저거슨, 제니퍼 웨스트펠트
- 라인 제작: 맷 제인스
- 협력 제작: 더그 라이먼
- 배역: 수지 패리스
- 미술: 샬럿 버크
- 의상: 멀리사 브루닝
- 음악 감독: 짐 블랙, 매슈 애벗